# B'nai Moshe
El B'nai Moshe (del hebreo: Hijos de Moisés), también conocidos como judíos incas, son un pequeño grupo de varios cientos de conversos al judaísmo originarios de la ciudad de Trujillo, Perú. El judaísmo se trasladó al sur hacia Arequipa y otras ciudades pobladas como Piura.
La mayoría viven ahora en Lima y Trujillo. Algunos están en Israel y Cisjordania, principalmente en Kfar Tapuach y Elon Moreh, junto con judíos yemeníes, judíos rusos y otros.

## "Judíos incas"
Aunque la denominación "judíos incas" no es la designación oficial de la comunidad, es popular fuera de ella y se deriva del hecho de que pueden rastrear su descendencia de los pueblos indígenas amerindios de Perú, aunque principalmente en forma de mestizos (personas de ascendencia mixta española, amerindia y sefardí) y la asociación de la población nativa de ese país con los incas.

## Historia
La comunidad fue fundada en 1966 por el trujillano Segundo Villanueva, quien comenzó a estudiar el judaísmo a la edad de doce años en 1939, mientras vivía en Cajamarca. Villanueva fundó un grupo religioso llamado "Israel de Dios" que seguía las prácticas judías descritas en la Biblia hebrea. En 1967, 19 familias del movimiento se establecieron en la Amazonía peruana cerca de Iquitos, formando un asentamiento llamado Hebrón. En 1970, Villanueva y su hermano Álvaro visitaron Lima para reunirse con la comunidad judía local. El único líder judío que aceptó reunirse con ellos fue el rabino Abraham ben Hamu de la sinagoga sefardí. Les dio libros y dispuso que un médico judío circuncidara a los varones del grupo. En 1971, la mayoría de la comunidad regresó a Trujillo, quedando unas cuantas familias en la Amazonía, y trasladándose Álvaro, hermano de Segundo, a Lima para establecer allí una nueva congregación.

## Conversión y aliá
En 1980, Villanueva se reunió con la embajada de Israel en Lima. Allí conoció a David Liss, un ingeniero israelí que presionaba para que los rabinos vinieran a Perú y los convirtieran formalmente. Uno de ellos, el rabino Eliyahu Avichail, fue el fundador de Amishav, una organización dedicada a encontrar judíos perdidos y desplazados y reconectarlos con el judaísmo.
En 1985, Villanueva se puso en contacto con el Rebe de Lubavitch, quien envió al rabino Myron Zuber en 1988 para ayudar con sus conversiones. Zuber guio en cuestiones como la correcta observancia del kashrut y el Shabat.
Como resultado de la continua reticencia de la comunidad, finalmente se decidió que los B'nai Moshe no podrían alcanzar su máximo potencial en Perú, y decidieron hacer aliá (emigración) a Israel una vez convertidos. En 1989, los rabinos Avichail y Mordechai Oriah, jefe del tribunal religioso de Haifa, volaron a Perú, donde se unieron al rabino de Lima, Jacob Krauss, para formar un Beit Din para convertir a la comunidad. Los rabinos convirtieron a unas 60 personas de la comunidad de Trujillo en el río Moche, y otras 15 de la comunidad de Lima en el Océano Pacífico. El Beit Din inicialmente realizó conversiones formales de unos 300 miembros de la comunidad en 1991, casi todos los cuales emigraron a Israel, a quienes se sumaron otros 200 varios años después. Una comunidad de alrededor de 30 miembros se mudó a Lima al mismo tiempo. Otros 84 fueron convertidos en 2001. Actualmente, el B'nai Moshe es una gran comunidad local en Perú, una de las comunidades judías de más rápido crecimiento en el mundo.
Actualmente se encuentran integrados en la sociedad israelí, siendo partícipes en operaciones de las IDF, resultando algunos de sus miembros caídos en combate.